# Lee Ho-eung
Lee Ho-eung (kor. 이호응; ur. 15 lutego 1978) – południowokoreański łyżwiarz szybki, specjalista short tracku, srebrny medalista olimpijski, czterokrotny medalista mistrzostw świata.
W 1998 roku uczestniczył w igrzyskach olimpijskich w Nagano. Wystartował w jednej konkurencji – biegu sztafetowym na 5000 m. Zdobył srebrny medal olimpijski, występując w sztafecie z Chae Ji-hoonem, Lee Jun-hwanem i Kim Dong-sungiem.
Dwukrotnie stanął na podium mistrzostw świata – w 1997 roku w Nagano zdobył złoto w sztafecie, a w 1998 roku w Wiedniu wywalczył w tej konkurencji srebro. Również dwukrotnie zdobył medale drużynowych mistrzostw świata w short tracku – w 1997 roku w Seulu był to medal złoty, a w 1998 roku w Bormio srebrny.
W 1999 roku zdobył brązowy medal igrzysk azjatyckich w Gangwon.